# David Caldwell
David Alexander Caldwell (* 19. května 1987, Montclair, New Jersey, USA) je bývalý hráč amerického fotbalu, který nastupoval na pozici Safetyho v Canadian Football League i National Football League. Univerzitní fotbal hrál za College of William & Mary ve Williamsburg ve Virginii, poté si ho jako nedraftovaného hráče vybrali do svého týmu Indianapolis Colts.

## Profesionální kariéra

### Indianapolis Colts
Caldwell poté, co nebyl vybrán v Draftu NFL 2010 podepsal 20. dubna 2010 jako volný hráč smlouvu s Indianapolis Colts. V sezóně 2011 se stal startujícím hráčem na své pozici a zaznamená 67 tacklů (26 asistovaných) a čtyři zblokované přihrávky. 26. srpna 2012 byl ze služeb Colts propuštěn.

### New York Giants
Jako volný hráč podepsal smlouvu 8. ledna 2013 s New York Giants, nicméně 31. srpna se nevešel do zúženého kádru a byl propuštěn.

### Hamilton Tiger-Cats
28. března 2014 podepsal jako volný hráč smlouvu s kanadským týmem Hamilton Tiger-Cats.